# Пижмо жовтозільнолисте
{{#ifeq:0|0|{{#if:|{{#if:Tanacetumcinerariifolium|[[]}}|}}}}
Пижмо жовтозільнолисте, далматська ромашка як Pyrethrum cinerariifolium (Tanacetum cinerariifolium) — вид рослин з родини айстрових (Asteraceae), первинно ендемік адріатичного прибережжя, нині широко інтродукований і культивований.

## Опис
Багаторічна трав'яниста ароматична рослина. Стебла заввишки 17–60 см, нерозгалужені або розгалужені від основи, запушені. Прикореневі листки 2-перисті, з листковою пластинкою яйцеподібною або еліптичною, 1.5–4 × 1–2 см, обидві поверхні сріблясто-сіруваті, запушені; первинні сегменти 3–5-парні; кінцеві сегменти лінійні або довгасто-яйцеподібні, краї цілі або мало зубчасті. Нижнє та середнє стеблове листя подібне, велике. Квіткові голови верхівкові, поодинокі або згуртовані по 3–10 у нещільному щитку. Променеві квіточки білуваті; трубчасті квіточки жовті. Сім'янки 2.5–3.5 мм.

## Середовище проживання
Природний ареал виду вважається обмеженим східно-адріатичними прибережними горами й островами Хорватії; можливо природний ареал також включає Боснію й Герцоговину, Чорногорію, Албанію; зростає на кам'янистій місцевості та середземноморських сухих луках на висотах від 1200 до 2200 метрів; вид натуралізований, інтродукований чи культивований у різних частинах світу, насамперед на півдні Європи.
В Україні вид зростає на плантаціях лікарських рослин — у Лісостепу та Степу, Криму.

## Використання
Квіткові бруньки містять шість монотерпенових ефірів, відомих як "піретрини", які вважаються найбезпечнішими інсектицидами. Відповідно до статті 16 (3) (c) Регламенту Європейського Союзу (ЄС) № 834/2007 про органічне виробництво та маркування органічних продуктів, використання екстрактів піретрину як засобів захисту рослин в органічному землеробстві дозволено. Вид культивують з 19 століття в межах місцевого ареалу, а з початку 20 століття культивують на понад 2000 га прибережних районів Адріатики в Далмації та на островах. Виробництво поширилося на Японію, Кенію та Індію. Нинішні райони виробництва включають Східну Африку (Кенія, Руанда та Танзанія), Тасманію, Китай та Папуа-Нову Гвінею. Висушені та мелені квіти традиційно використовуються в хорватському сільському господарстві як засіб проти бліх та вошей і спалюються для відлякування летких комах, таких як комарі. Його зазвичай не використовують у лікувальних цілях, але використовують у гомеопатії.

## Галерея

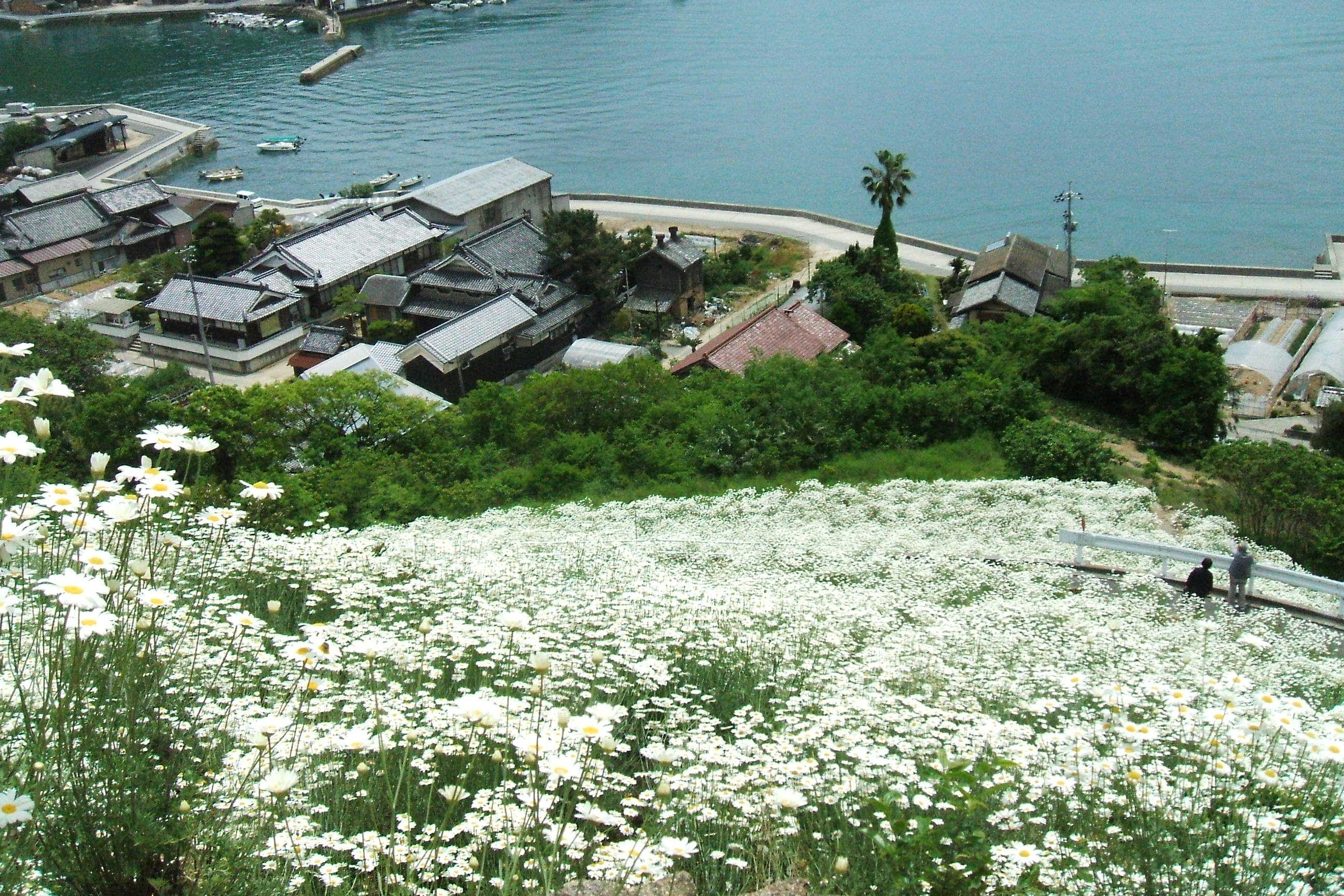
Культивовані рослини в Японії
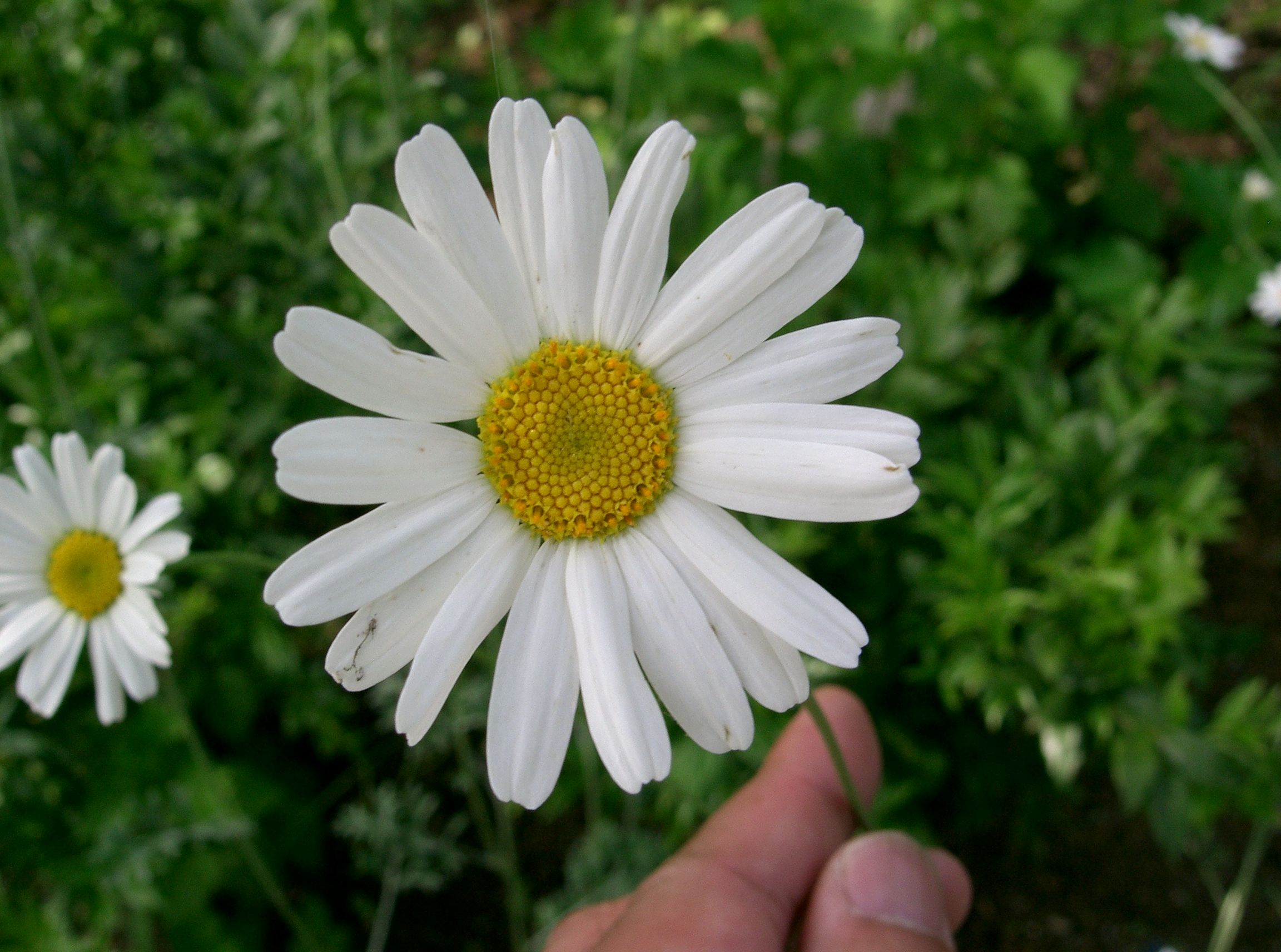
Квіткова голова
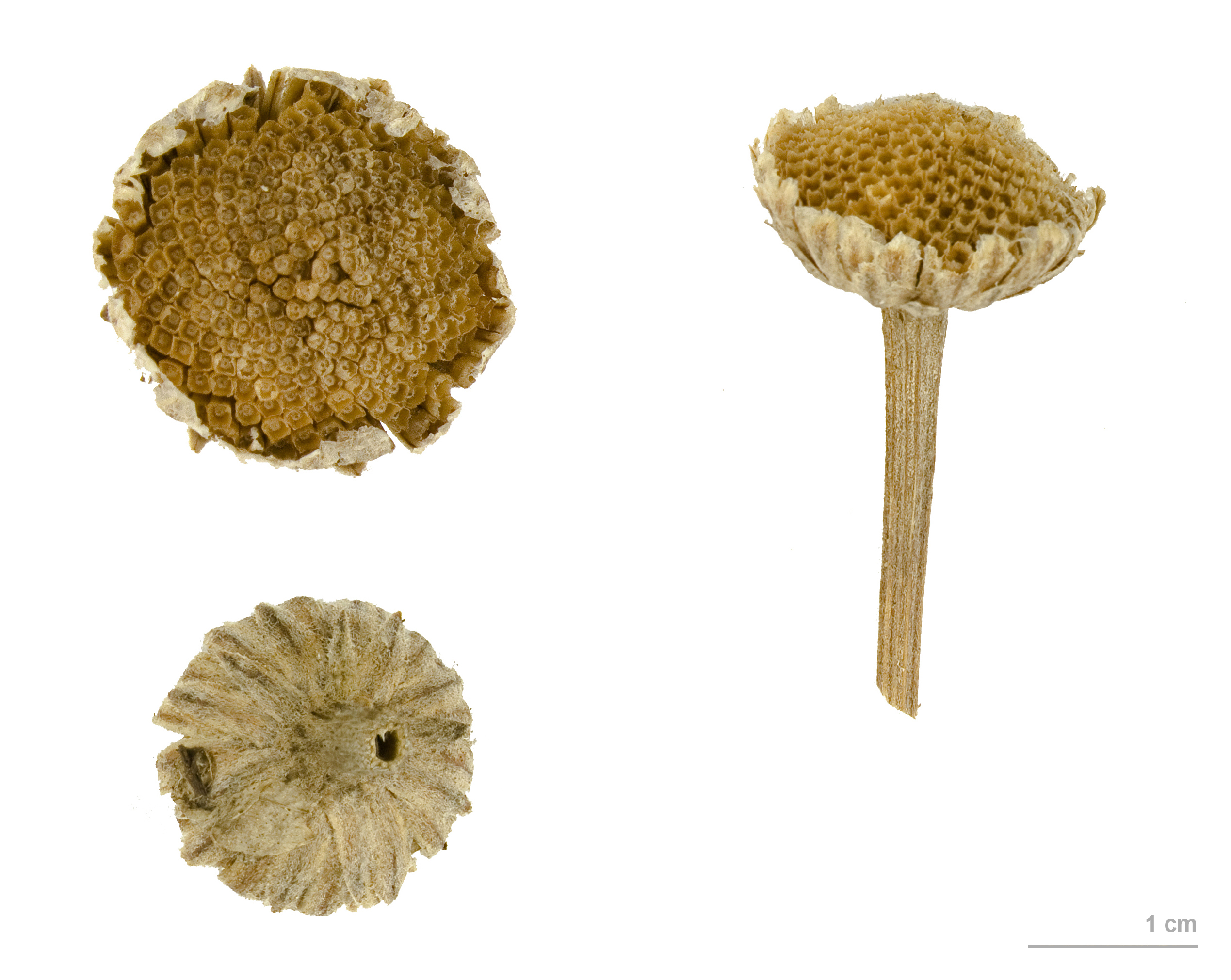
Плоди й насіння